# 台灣通訊業
台灣的通訊產業始於清代末期，歷經日治時代及民國時期的演變，至今已發展超過百年。

## 電信市場自由化歷程
電信服務在台灣原為公營事業，1987年開放終端設備自由選用，1997年起逐步開放通信業務，目前台灣電信市場已是完全開放競爭之局面。

### 獨占時期之初步開放
因應先進國家電信自由化之趨勢，俞國華內閣於1987年開始進行終端設備的自由化，也就是用戶自己可以拿經過政府驗證過的電話機來用，然後是電路使用自由化，1989年放寬國內出租數據電路共同使用之限制並且開放非屬基本電信服務之加值網路業務，1994年開放數位式低功率無線電話（CT-2）業務，但這些都是在球員兼裁判之電信總局時期開放的，開放幅度與成效都有限。

### 引入基礎建設競爭期
1996年通過電信三法，電信事業之監理（由交通部電信總局負責）與經營（由中華電信股份有限公司負責）分離後，自由化才真正展開。交通部（電信總局）首先於1997年開放行動電話、無線電叫人、行動數據與中繼式無線電話等四項行動通信業務，1988年開放衛星通信業務，1989年開放1900低階行動電話等，這些業務主要是無線頻譜資源的開放，且較無牽涉困難之基礎網路建設，故開放與建設難度較低，後來行動電話業務確實蓬勃發展，行動電話普及率於2002年達108%，為當時之世界第一。但後續於2000年固定通信業務之開放與相關公平競爭機制的建立，實為自由化最大的挑戰。

### 全面開放競爭期
其後交通部（電信總局）又相繼開放國際海纜（2000年）、語音單純轉售（ISR）業務（2001年）、網路電話（VoIP）業 務（2001年）、第三代（3G）行動通信業務（2002年）、虛擬行動網路（MVNO）業務（2003年），2006年全新的獨立機關-國家通訊傳播委員會成立，於2007年開放無線寬頻接取業務，目前台灣電信市場已是完全開放競爭之局面。

## 電信事業之分類
1996年電信法開始將電信事業分為第一類電信事業及第二類電信事業。第一類電信事業指設置電信機線設備，提供電信服務之事業；第二類電信事業係指第一類電信事業以外之電信事業。簡單地說第一類電信事業是可設置網路基礎設施來提供服務或提供給其他業者租用者，例如固定通訊網路業者及行動通訊網路業者等；第二類電信事業則必須向第一類電信事業租用設備來提供服務，例如語音單純轉售（ISR）業者及未自設傳輸網路之網際網路服務提供者（ISP）等。
第一類電信事業具有設置網路基礎建設設備之權利，可擁有頻譜、土地或衛星使用權，故有較多經營限制與義務，例如開放採特許制，有外資限制、必須繳交特許費、必須提供普及服務及緊急電話服務等。第二類電信事業則採許可制，又分特殊二類與一般二類：前者包括語音單純轉售服務、E.164用戶號碼網路電話服務、非E.164用戶號碼網路電話服務、租用國際電路提供不特定用戶國際間之通信服務，屬比較接近第一類電信事業之業務，故採一般許可制發照，也必須負擔某種程度跟第一類電信事業類似之義務；其他則為一般二類，採簡單許可制，權利、義務與管制程度皆很低。

## 電信事業經營者家數與整體營收

### 經營者家數
至2009年底，第一類電信事業經營者，總計有86家，其中固定通信綜合網路業務經營者（簡稱固網業者）有4家，2G及3G行動通訊業務經營者有6家；市內國內長途陸纜電路出租業務經營者（簡稱電路出租業者）有64家；第二類電信事業經營者（包括網際網路接取、語音單純轉售、網路電話及其他加值服務）總計有498家，其中網際網路接取服務經營者（Internet Access Service Provider；IASP）有176家，反映出台灣電信服務市場的競爭激烈。

### 營收
台灣的電信事業整體營收，由2001年的3,186億元，成長到2005年達3,770億元之高峰，而後於2006年、2007年及2008年分別為3,716億元、3707億元及3,674億元，開始呈現小幅度下降，至2009年則降為3,632億元，其中大部分係來自行動通信業務的營收。

## 主要電信業務用戶數及普及率

### 市內電話
2001年市內電話總用戶數為1,280萬戶，2005年達到1,360萬戶之高峰，2008年約為1,308萬戶左右，2009年降至1,282萬戶，顯示市話用戶數有逐年緩步減少的趨勢。另每百人平均皆擁有50個以上市內電話門號，若以每戶平均人口數為3口之計算基準，則每戶平均擁有1.5個以上的市話門號。

### 行動電話
2001年行動電話戶數為2,180萬戶，至2003年達到2,580萬戶高點，此後下滑至2005年2,220萬戶後，又開始增加，至2009年底達到2,695萬戶以上；在行動電話用戶數普及率方面，至2009年底，每百人持有近117個行動門號，比2008年的110個行動門號普及率更為提升。

### 寬頻服務
固定寬頻上網總用戶數從2001年的120萬戶，隨著寬頻網路基礎建設的普及，2002年突破200萬戶，2003年突破300萬戶，2005年突破400萬戶達到430萬戶，97年超過500萬戶後，至2009年底微幅降低，但總用戶數仍近500萬戶。固定寬頻上網總用戶數的上升力道趨緩，但行動寬頻上網總用戶數卻不斷向上攀升，從2005年的118萬戶，隨後2006年突破300萬戶達到327萬戶，2008年超過1,000萬戶後，至2009年底達1,421萬戶。

## 外國人投資限制
台灣第一類電信事業原本是不容許外國人投資，因為它被視為擁有國家稀有資源（如頻率）的業者，不宜由外國人投資，但隨著市場開放與中華電信公司相繼公司化與民營化，以及配合台灣加入WTO的目標，並為引進外國資金與技術，故開放外國人投資，但仍有一定程度的限制目前，第一類電信事業外國人直接持有之股份總數不得超過百分之四十九，外國人直接及間接持有之股份總數不得超過百分之六十。另第一類電信事業之董事長應具有中華民國國籍。然而第二類電信事業因未擁有基礎網路及國家稀有資源，故完全無限制。

## 電信業現況
台灣的電信業在1996年以前，電信服務只由交通部電信總局管理經營。1996年7月1日，依據通過施行的《電信法》修正案、《交通部電信總局組織條例》修正案、《中華電信股份有限公司條例》（合稱「電信三法」），交通部電信總局的電信事業營運部門正式分割公司化為中華電信，將電信事業的監理與經營分開，在「電信自由化」的政策下，各家業者開始蓬勃發展，開啟電信業者百家爭鳴的時代。
- 市內電話用戶數：13.3百萬戶（2007年統計）[1]

- 行動電話用戶數：24.3百萬戶（2007年統計）
  - 2G：15.9百萬戶[2]
  - 3G：6.9百萬戶
  - PHS：1.5百萬戶
- 國際線路：目前在宜蘭頭城、屏東枋山各設有一處通往太平洋與印度洋之國際電纜站，直接連接日本冲绳、菲律宾、关岛、新加坡、香港、印尼、澳大利亚、中东和西欧等地（1999年統計）。另外，在陽明山亦設有衛星接收站。
- 國家代碼：+886
- 國內固網業者：主要業者為中華電信、台灣固網、新世紀資通（速博）。
- 行動通訊業者：
  - 第二代系統（2G）：主要業者為中華電信、台灣大哥大、遠傳電信。非獨立業者方面，泛亞電信、東信電訊已經被台灣大哥大併購，而和信電訊則被遠傳電信併購。
  - 第三代系統（3G）： 
    - UMTS格式：中華電信、台灣大哥大、遠傳電信、台灣之星（已被台灣大哥大併購）
    - CDMA2000格式：亞太電信

  - 第四代系統（4G）：
    - 長期演進技術（LTE）：中華電信、台灣大哥大、遠傳電信、台灣之星電信、亞太電信

  - 可攜式行動電話號碼（Mobile Number Portability）：於2005年10月15日正式啟動，但大眾電信未參與
- ITSP（第二類合法電信執照業者）：556家（至2008/5/1止）[3]

## 電視、廣播業現況
- 電波廣播業者：調幅電台（AM）218家，調頻電台（FM）333家，短波電台50家（1999年統計）
- 無線電發射站：1,600萬（1994年統計）
- 電視廣播業者：29家（加2個中轉站，1997年統計）
- 電視機：880萬台（1998年統計）

## 網際網路業現況
- 網際網路服務提供商（ISPs）：15家（1999年統計），主要業者有Hinet、Seednet、So-net、台灣固網等
- 頂級網域：.TW
- 網路主機：2,777,085台（2003年統計）
- 各類寬頻用戶數（2007年統計））[4]：
  - ADSL：421.2萬戶
  - Cable Modem：50.3萬戶
  - 其他：126.8萬戶（包含PWLAN、固接專線、3G手機、3G網卡上網之用戶）

### 腳註
1. ↑  國家通訊傳播委員會96年度電信統計圖表（97/03/12）各類電信服務用戶數
2. ↑  國家通訊傳播委員會96年度電信統計圖表（97/03/12）3G行動電話用戶數之成長
3. ↑  國家通訊傳播委員會第二類電信事業經營者名單 （页面存档备份，存于）
4. ↑  國家通訊傳播委員會96年度電信統計圖表（97/03/12）各類寬頻用戶之成長

### 書目
- 交通部電信總局1997年及2002年電信自由化白皮書

### 網站
- 國家通訊傳播委員會網站之統計專區 （页面存档备份，存于）
- 國家通訊傳播委員會網站之電信法 （页面存档备份，存于）

## 外部連結
- 國家通訊傳播委員會 （页面存档备份，存于）